# フライング・リザーズ
フライング・リザーズ（The Flying Lizards）は、1976年に結成された実験的なイングランドのニュー・ウェイヴ・バンドである。1979年にイギリスとアメリカのレコードチャートに登場した、リード・ボーカルのデボラ・エヴァンス＝スティックランドをフィーチャーしているバレット・ストロングの楽曲「マネー」の風変わりなカバー・バージョンで最もよく知られている。その年のうちにセルフタイトルの付いたアルバム（邦題『ミュージック・ファクトリー』）を続いて発表し、全英アルバムチャートで60位に達した。

## 略歴
音楽プロデューサーのデヴィッド・カニンガムが結成し、率いるこのグループは、デボラ・エヴァンス＝スティックランド、パティ・パラディン、ヴィヴィアン・ゴールドマンをメイン・ボーカリストとした、デヴィッド・トゥープやスティーヴ・ベレスフォードなどの前衛的で即興的なミュージシャンたちの緩やかな集まりであった。
バンドは1979年8月にBBCの『トップ・オブ・ザ・ポップス』に2度出演し、ヒット・シングル「マネー」を演奏した。ヴァージン・レコードは、「マネー」の成功後にバンドのレコーディング契約を延長している。このグループは、1980年にデビュー・アルバム『ミュージック・ファクトリー』をリリースした。このアルバムにはゴールドマンによって作曲および歌唱された「Her Story」と「The Window」の2曲が含まれている。彼らのシングル化された作品には、ポストモダン・カバー・バージョンによるエディ・コクランの「サマータイム・ブルース」や「マネー」などの楽曲が含まれていた。
1981年のアルバム『フォース・ウォール』は評論家から賞賛されたものの、売れ行きは芳しくなかった。アルバム『Top Ten』（1984年）は、ボーカリストにサリー・ピーターソンを迎えて、Statikレコードからリリースされ、カバーはすべて同じく意図的に無感情なロボット・スタイル（当時『NME』は「スローン・ラップ (Sloane Rap)」と解説していた）で作成されており、ジェームス・ブラウンの「セックス・マシーン」と「ディジー・ミス・リジー」という2曲や、レナード・コーエンの「スザンヌ」などが収録されていた。カニンガムとピーターソンは「マネー」の再録音を含む、『Top Ten』がリリースされた後の映画と広告のための音楽制作で協力した。
バレット・ストロングの「マネー」のフライング・リザーズによるカバー・バージョンは継続的に人気があり、『ウェディング・シンガー』『エンパイア レコード』『チャーリーズ・エンジェル』『ロード・オブ・ウォー』といった映画のサウンドトラックや、エミー賞やゴールデングローブ賞を受賞したアメリカの医療テレビドラマ『NIP/TUCK マイアミ整形外科医』をはじめ、イギリスのテレビドラマ『Life on Mars』『Ashes to Ashes』でも使用された。『かっとび放送局WKRP』のエピソード「Venus Rising」でも使われ、2011年にはタコベルのコマーシャルにも使用されている。
デヴィッド・カニンガムが、主に1978年に録音したダブ・インストゥルメンタル・アルバム『シークレット・ダブ・ライフ』は、1995年になってようやくリリースされた。最初の2枚のアルバム、『ミュージック・ファクトリー』と『フォース・ウォール』は、2010年にRPMによって「カタログ番号RETROD883」で再発されている。
「マネー」はイギリスのトップ40に到達し、それを成し遂げたバンドで唯一のシングルとなった。

## メンバー
- デヴィッド・トゥープ (David Toop)
- スティーヴ・ベレスフォード (Steve Beresford)
- マイケル・アプトン (Michael Upton)
- ジュリアン・マーシャル (Julian Marshall)
- デヴィッド・カニンガム (David Cunningham)
- ヴィヴィアン・ゴールドマン (Vivien Goldman)
- ボブ・ブラック (Bob Black)
- デボラ・エヴァンス＝スティックランド (Deborah Evans-Stickland)
- パティ・パラディン (Patti Palladin)
- ピーター・ローレンス・ゴードン (Peter Laurence Gordon)
- サリー・ピーターソン (Sally Peterson)
- ローリー・アラム (Rory Allam)

## ディスコグラフィ

### スタジオ・アルバム
- 『ミュージック・ファクトリー』 - The Flying Lizards (1979年、Virgin) ※UK60位、US99位[5])
- 『フォース・ウォール』 - Fourth Wall (1981年、Virgin)
- Top Ten (1984年、Statik)
- 『シークレット・ダブ・ライフ』 - The Secret Dub Life of the Flying Lizards (1996年、Piano Records)

### シングル
- "Summertime Blues" (1978年、Virgin)
- 『マネー』 - "Money" (1979年、Virgin) ※UK5位、US50位[5]
- "TV" (1980年、Virgin) ※UK43位[5]
- "The Laughing Policeman" (1980年、Arista) ※The Suspicions名義
- 『ムーヴ・オン・アップ』 - "Move On Up" (1980年、Virgin)
- "Hands 2 Take" (1981年、Virgin) ※with マイケル・ナイマン
- 『ラヴァーズ・アンド・ストレンジャーズ』 - "Lovers and Other Strangers" (1981年、Virgin)
- "Sex Machine" (1984年、Statik)
- "Dizzy, Miss Lizzy" (1984年、Statik)
- "Money"/"T.V." (1988年、Old Gold)